# Maschinenlesbarkeit

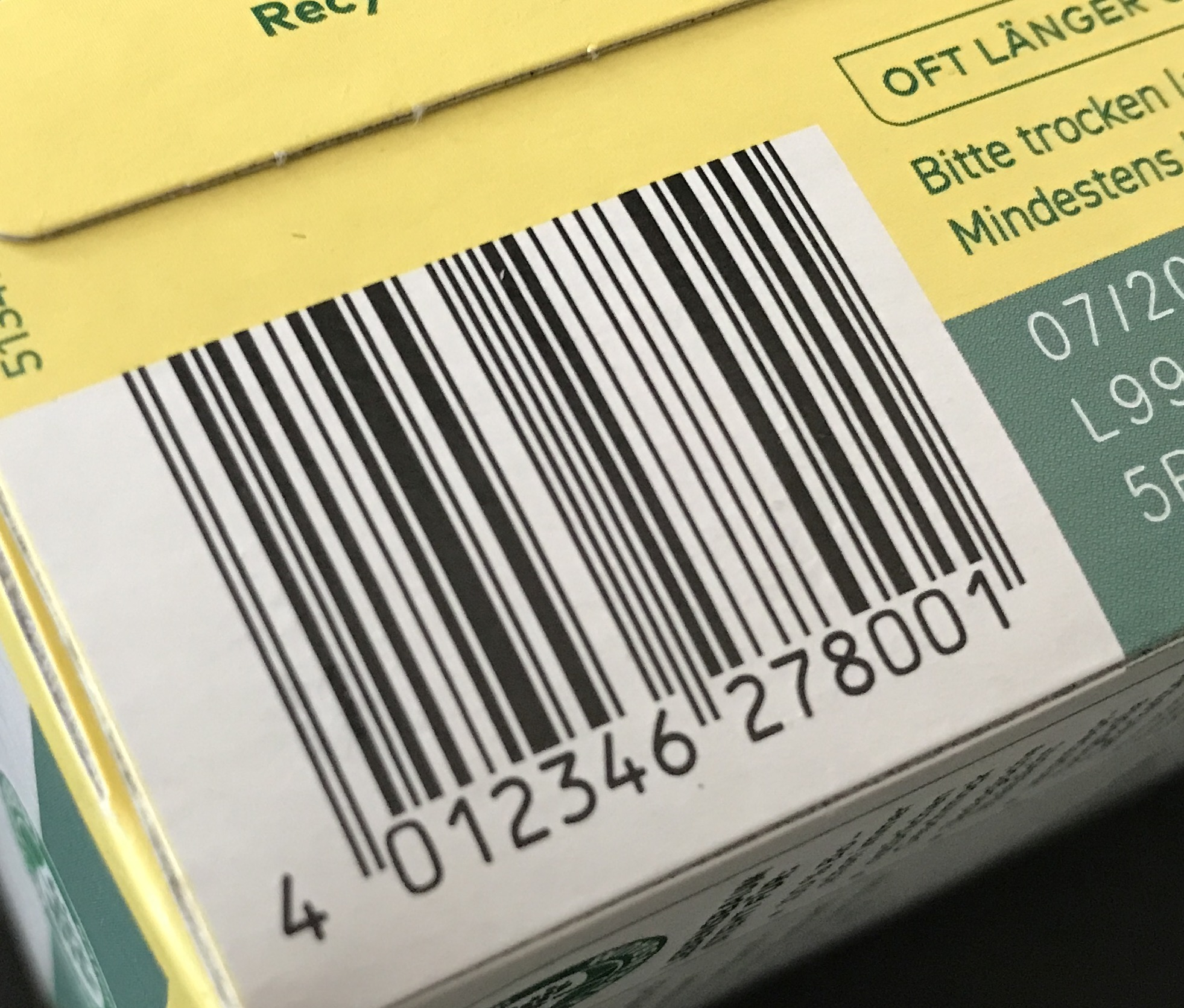
European Article Number (EAN) auf einer Teepackung

Als maschinenlesbar werden Ausweise (wie Reisedokumente), Kfz-Kennzeichen, Etiketten oder Kennzeichnungen von Produkten bezeichnet, wenn diese besonders darauf ausgelegt sind, auch von Maschinen oder Automaten als digitale Daten gelesen zu werden, anstatt nur von Menschen verwendet zu werden. Die Darstellung erfolgt in vielen Fällen durch optische Markierungen, die aufgedruckt oder eingraviert sind, z. B. als standardisierter Strichcode oder als besonders dafür geeignete Schriftart. Matrixcodes können in vielerlei Varianten als Information gedruckt und kopiert werden, sind in der Regel aber nicht durch den Menschen auswertbar. Die Darstellung kann auch unsichtbar in Form von Magnetstreifen, Funketiketten oder speziellen produktspezifischen Merkmalen zur Erkennung von Fälschungen erfolgen. Die Kodierung kann Verfahren zur Erkennung von Lesefehlern mittels Prüfziffer, zur Fehlerkorrektur mittels Prüfsumme oder Signaturen gegen Verfälschung enthalten. Je nach Anwendung können Bedenken hinsichtlich des Datenschutzes (unerlaubtes Tracking) oder der Gefahr von Betrug entstehen, z. B. durch Quishing mit manipulierten Barcodes.

## Abgrenzung
Dieser Artikel fokussiert sich auf Sachverhalte, bei denen einem Objekt maschinenlesbare Elemente hinzugefügt werden, um es zu identifizieren, zu verfolgen oder weitere Informationen darüber zu erhalten. Eine erweiterte Auffassung von Maschinenlesbarkeit umfasst digital gespeicherte Daten, deren Datenformat für den Menschenlesbarkeit optimiert ist (z. B. das XML-Format). Die in der Datenverarbeitung üblichen Datenspeicher sowie Compact Disc, DVD oder Festplatten sind für die ausschließlich maschinelle Verwendung konzipiert. 

## Binäre Daten
Die Daten werden als binärer Wert oder als Zeichenfolge mittels ein- oder zweidimensionaler Kodierung aufgedruckt und durch Barcodelesegeräte ausgewertet. Dies ist ein sehr kostengünstiges Verfahren für die Identifikation von handelsüblichen Produkten sowie zur Speicherung und Übertragung kleiner Datenmengen.

### Strichcode
Der Strichcode (Barcode) verwendet eine eindimensionale Kodierung und besteht aus einer Abfolge von gleich oder unterschiedlich breiten Strichen. Für die Kodierung gibt es unterschiedliche Formate, je nach Anforderung (nur Ziffern, Buchstaben und Ziffern, Lesesicherheit und Platzbedarf). In den meisten Fällen werden die Daten (selten mehr als 20 Zeichen) zusätzlich in Klarschrift angegeben.
Der Strichcode wird meist für die standardisierte Kennzeichnung von Produkten, z. B. als European Article Number (EAN), Internationale Standardbuchnummer (ISBN), für die Seriennummer von rückverfolgbaren Komponenten oder einen Kassenbon verwendet.

### 2D-Code

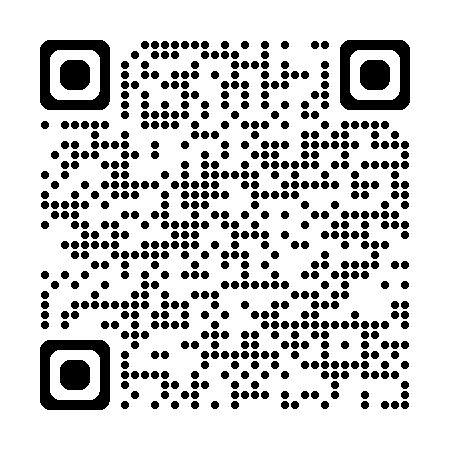
QR-Code für Link auf Wikipedia-Artikel "Maschinenlesbarkeit"

Der 2D-Code (Matrixcode) verwendet eine zweidimensionale Kodierung und besteht meistens aus einer regelmäßigen Anordnung von weißen und schwarzen (manchmal auch farbigen) Flächen in einem quadratischen oder rechteckigen Feld. Er erlaubt eine wesentlich höhere Dichte an Nutzinformation, ist aber selbst für den Menschen nicht lesbar, sofern der Inhalt nicht explizit ausgedruckt wird. Der High Capacity Color Barcode erlaubt die Darstellung von bis zu 3500 ASCII-Zeichen pro Quadratzoll und damit doppelte Datendichte im Vergleich zu herkömmlichen Matrixcodes.
Matrixcodes werden z. B. für die Bestellung von Waren in einer Mobile App, das Lesen einer gedruckten oder auf einem Bildschirm dargestellten Internetadresse auf ein Smartphone, das Lesen der Daten einer Überweisung (EPC-QR-Code oder QR-Rechnung), das Frankieren und/oder Verfolgen einer Postsendung, die fälschungssichere Kennzeichnung von Kassenbelegen (mit Signatur) und das Generieren einer Transaktionsnummer im Online-Banking verwendet. Bei bestimmten Anwendungen ist Vorsicht geboten, da der Matrixcode (meist QR-Code) beim sog. Quishing vom suggerierten Kontext abweichen kann und z. B. ungewollte Bestellungen auslösen, einen überhöhten Preis einfordern, die Bezahlung an ein anderes Konto umleiten oder auf eine Internetseite mit einem Schadprogramm verlinken kann. Zunehmend häufiger sind davon Ladesäulen, Parkscheinautomaten und Strafzettel für Falschparker betroffen. Im November 2024 wurde bekannt, dass der Spielzeughersteller Mattel versehentlich die URL eines Pornoanbieters auf die Verpackung einer Barbie-Puppe druckte.

### Sonderformen
In der Anfangszeiten der Informatik erfolgte die Kodierung und Speicherung binärer Informationen mittels gestanzter Perforationen auf Lochstreifen oder Lochkarten, manchmal auch durch Markierungen auf einem speziellen Erfassungsbogen.
Die RFID-Technologie (englisch radio-frequency identification) verwendet einen Transponder (Funketikett) zur berührungslosen Abfrage von Informationen für Entfernungen bis zu 10 m. Das Verfahren wird z. B. bei der Verwaltung von Lagerplätzen, der Verfolgung von Sendungen oder auch beim Auslesen der personalisierten Daten eines Ausweises verwendet. Es erfordert nicht zwingend die Sichtbarkeit des Etiketts und funktioniert auch bei unregelmäßig gestapelten Gütern, sofern der RFID-Leser genügend Energie für die Antwort des passiven Transponders bereitstellt. 
Das AirTag von Apple hat eine eingebaute Batterie und verwendet Bluetooth zur Kommunikation. Damit können Schlüssel oder andere Gegenstände so markiert werden, so dass sie von Apple-Geräten geortet werden können. 

## Maschinenlesbare Schriften

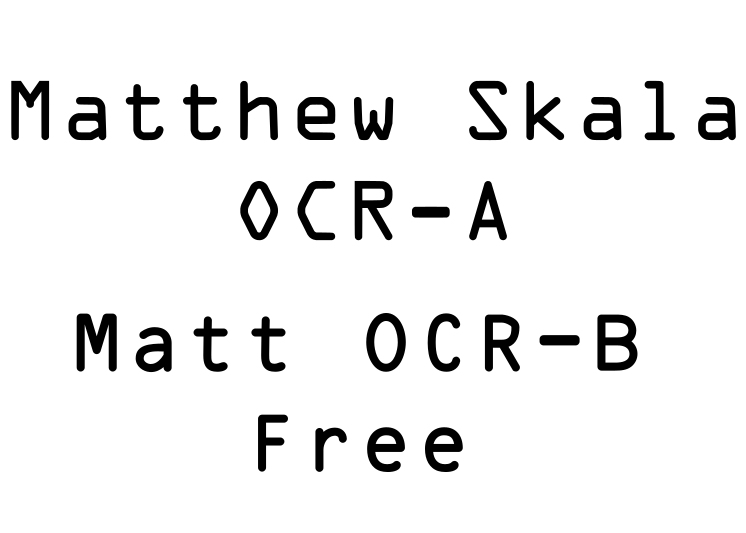
Vergleich von OCR-A und OCR-B

Maschinenlesbare Schriften wurden entwickelt, um die an sich für den Menschen lesbare Schrift für die maschinelle optische Zeichenerkennung zu optimieren, darunter:
- OCR-A (1968) als erste dafür optimierte Schrift für grobe Auflösung von Scannern (mit mäßiger Lesbarkeit für den Menschen aufgrund abstrahierender Vereinfachung des Zeichensatzes)
- OCR-B (1973) als serifenlose Schrift für feinere Auflösung von Scannern (mit guter Lesbarkeit für den Menschen)
- FE-Schrift (ab 1994) für deutsche Kfz-Kennzeichen (fälschungserschwerende Darstellung der Buchstaben und Ziffern)

## Erschwerung der Maschinenlesbarkeit

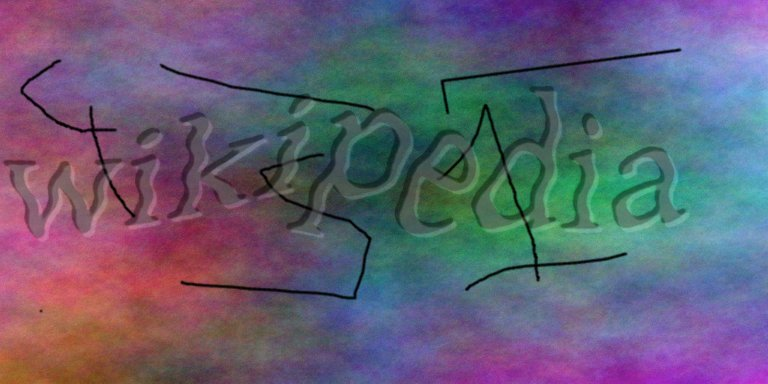
Beispiel eines Captcha

Captchas (aus engl. completely automated public Turing test to tell computers and humans apart, etwa „vollautomatischer öffentlicher Turing-Test zur Unterscheidung von Computern und Menschen“) erschweren absichtlich die maschinelle Erkennbarkeit einer Zeichenkette durch Verzerrung und/oder störenden Hintergrund. Sie werden insbesondere dann eingesetzt, wenn die Hostapplikation verhindern will, dass ein Mensch und nicht eine Maschine (Roboter[programm], kurz Bot) Daten eingeben oder abfragen will. Künstliche Intelligenz erlaubt jedoch inzwischen, auch Captchas weitgehend zuverlässig zu lesen.